# Saracener
Saracener var en benævnelse, som romerne brugte om de indbyggere, som skilte sig ud fra arabere, og som beboede ørkenerne ved den romerske provins Syria. Senere - især under korstogene - brugtes saracener om muslimer i almindelighed. Da havde termen fået en negativ klang i det kristne Europa.

## Etymologi
Saracen kommer fra græsk sarakēnoí, Σαρακηνός, der menes at komme fra det arabiske ord شرقيين (sharqiyyin), som betyder østerlændinge. Oprindelsen til det arabiske ord er imidlertid tvivlsomt ifølge Oxford English Dictionary. En af de tidligste kendte skriftlige kilder er Ptolemæus' værk Geografike hyfegesis fra 100-tallet e.Kr. Han omtaler befolkningsgruppen Sarakenoi, som befolkede den nordvestlige del af den Arabiske halvø, og som han adskiller fra araberne. Ordet kan siden have spredt sig til Vesteuropa via Østromerske Kejserdømme og korsfarerne . Han beskriver desuden "Sarakene" som en region i det nordlige Sinai, der er navngivet efter byen Saraka på samme halvø.
Efter islams indtog i Mellemøsten og specielt under korstogene i middelalderen, anvendtes ordet til almen betegnelse for muslimer, uanset om de var af arabisk herkomst eller ej. Især anvendtes ordet om muslimer på Sicilien og i det sydlige Italien.